# مانويل غارسيا (لاعب كرة قدم)
مانويل غارسيا (بالإسبانية: Manuel García) (25 أبريل 1985 في تشيلي - ) هو لاعب كرة قدم تشيلي في مركز الوسط.

## وصلات خارجية
- مانويل غارسيا على موقع Soccerway.com (الإنجليزية)